# Adolf Furtwängler
Adolf Furtwängler (født 30. juni 1853, død 10. oktober 1907) var en tysk arkæolog og kunsthistoriker. Han blev kendt for sin katalogisering af de talrige historiske græske fund, som blandt andet blev gjort ved udgravninger på Olympia.